# Theodor Georgii (Bildhauer)

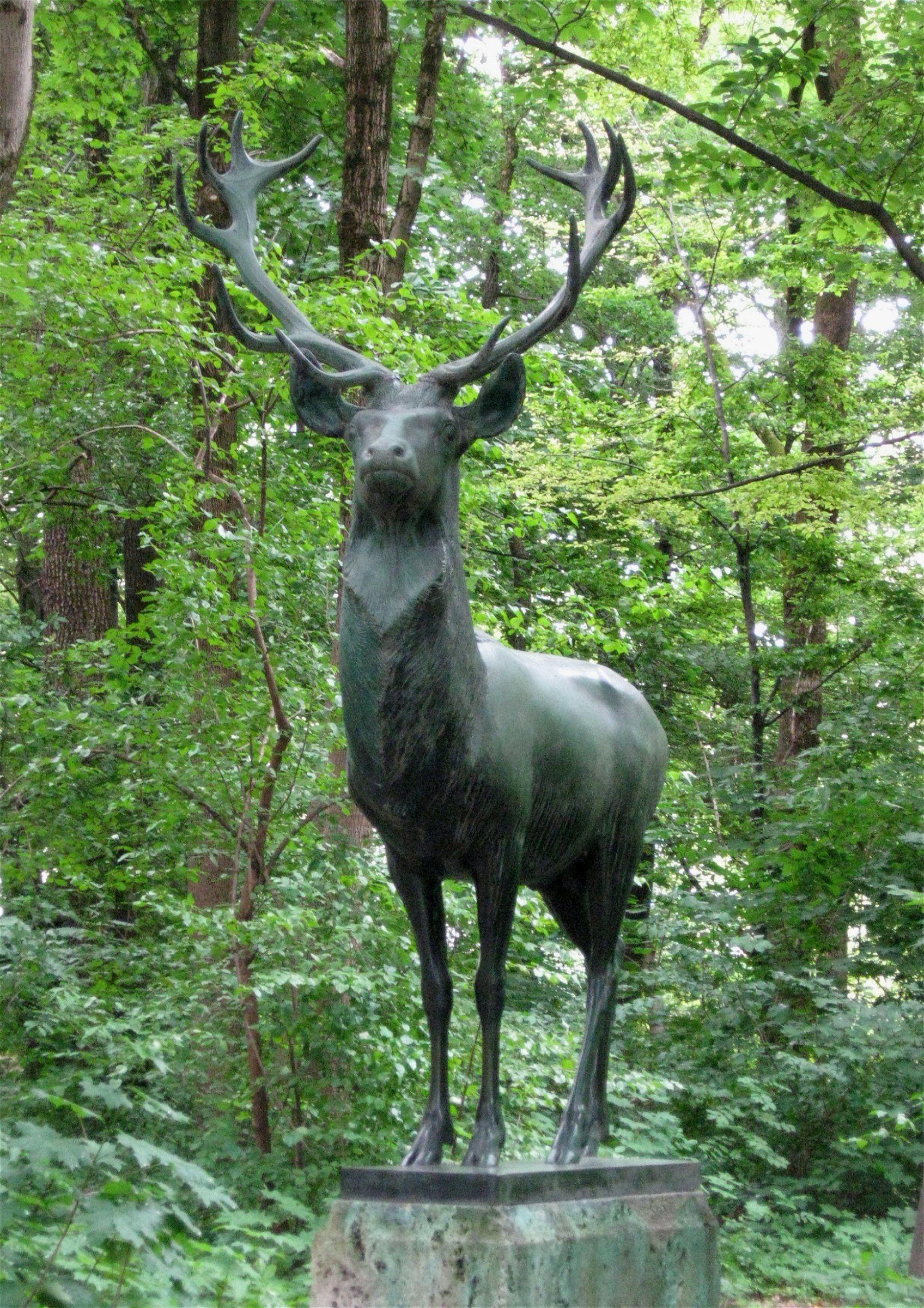
Bronzehirsch, Bavariapark München

Theodor Georgii (* 30. April 1883 in Borowitschi/Shdani bei Sankt Petersburg, Russisches Kaiserreich; † 21. August 1963 in Eßlingen am Neckar) war ein deutscher Bildhauer und Medailleur.

## Leben
Theodor Georgii entstammte einer schwäbischen Familie. Er studierte 1902 und 1903 an der Akademie der Bildenden Künste in Stuttgart bei Robert Poetzelberger, 1904 an der Kunstschule Dillens in Brüssel und 1905 an der Akademie der bildenden Künste in München bei Adolf von Hildebrand, dessen Tochter Irene er 1907 heiratete. Er wurde Mitglied der Münchener Secession. 1931 schrieb der Künstler und Schriftsteller Alexander Heilmeyer über Georgii:

„Von den späteren Schülern Hildebrands entwickelte Theodor Georgii eine besondere Meisterschaft in der Steinbildhauerei, so wie sie Hildebrands ursprünglichen Forderungen entsprach. Georgii kam auch über Paris und Belgien her in den Hildebrandischen Kunstkreis und begann mit frei aus dem Stein gehauenen Arbeiten, die Hildebrand überaus beifällig aufnahm.“

1930 erhielt Georgii einen Ruf an die Kunstgewerbeschule in Wien. 1938 und 1939 war er mit zwei Plastiken auf der Großen Deutschen Kunstausstellung in München vertreten.
Nach dem Krieg kam er 1946 nach München zurück und lehrte an der Akademie der bildenden Künste. 1953 wurde er zu einem ihrer Ehrenmitglieder gewählt.
Zu seinen wichtigsten Schüler zählen Toni Stadler (1888–1982) und Martin Mayer (1931–2022).

## Werke (Auswahl)

### Plastiken
- Speerwerfer (Bronze; Große Deutsche Kunstausstellung 1938)[2]
- Jüngling (Büste, Bronze; Große Deutsche Kunstausstellung 1939)[3]

### Medaillen
- Nikodem Caro, Bronzeguss 1925, 117,8 mm
- Joseph Görres, Publizist, Professor der Geschichte. Bronze 1926, 38 mm
- Johann Wolfgang von Goethe, Bronze 1932, 36 mm. Literatur: Förschner 85
- Adolf von Hildebrand, Bildhauer, Schwiegervater von Georgii. Bronze 1917, 41,1 mm. Rs: 2 Delphine und 8 Zeilen Text
- Adolf von Hildebrand, Bronze 1921. Rs: Lorbeerblatt und 8 Zeilen Text
- Rupprecht von Bayern, Kronprinz-Rupprecht-Medaille, Bronze, 1925
- Peter Klotz, Salzburger Erzabt. Bronze, 1926, 41 mm
- Theodor Lipps. Literatur: Max Bernhart Tafel 13, no. 93
- Jakob Loeb, Bronze 1927. Auktion Bankhaus Aufhäuser-7, 1989, no. 1265, Abbildung
- Meteor-Medaille, Silber, 1927, 41,5 mm
- Oskar von Miller, Bronze ohne Jahr, 50 mm. Rs: Eule auf Zahnrad
- Oskar von Miller, Bronzeguss 1925, 98 mm. Literatur: Sammlung Paul Julius 712
- Oskar von Miller, Bronze 1928, 50 mm. Literatur: Klees Tafel 46
- Carl Muck, deutscher Dirigent. Bronze 1927. Literatur: Klees Tafel 46. Niggl 1482
- Friedrich von Müller, Professor für innere Medizin in Basel. Bronze o. J. Literatur: G. Kisch, Universität Basel S. 44, no. 18
- Toni Stadler, deutscher Bildhauer, Schüler von Gaul und Maillol, 1946–1958 Professor an der Münchener Akademie. Einseitige Bronzegussplakette 1911, 130 × 99 mm. Literatur: Max Bernhart Tafel 13, no. 94
- Vatikan, Papst Pius XI., 1922–1939. Bronze o. J., 60 mm
- Vatikan, Papst Pius XI., 1922–1939. Bronze o. J., 44,5 mm
- Vatikan, Papst Pius XII., 1939–1958. Einseitiger Bronzeguss im Heiligen Jahr 1975, 138 mm
- Willibald, Abt am Kloster Ettal. Bronze 1925

### Denkmal
- Johannes Leo von Mergel, Gedenktafel aus Jurastein, Bäckerkapelle des Eichstätter Doms